# Grand Slam of Darts 2015
De Grand Slam of Darts 2015, ook bekend onder de naam Singha Beer Grand Slam of Darts vanwege de sponsor Singha Beer, was de negende editie van de Grand Slam of Darts georganiseerd door de PDC. Het toernooi werd gehouden van 7 tot en met 15 november in de Wolverhampton Civic Hall, Wolverhampton.
Titelverdediger was Phil Taylor, hij won het toernooi in 2014 voor de zesde keer door in de finale Dave Chisnall met 16–13 te verslaan.
Nieuw deze editie was dat het gewonnen prijzengeld meetelde voor de PDC Order of Merit. Hierdoor werden er maximaal 16 plaatsen gevuld met uitnodigingen, voor de overige 16 plaatsen konden spelers zich kwalificeren.

## Prijzengeld
| Plaats (aantal spelers) | Plaats (aantal spelers) | Prijzengeld (Totaal: £400,000) |
| ----------------------- | ----------------------- | ------------------------------ |
| Winnaar                 | (1)                     | £100,000                       |
| Runner-up               | (1)                     | £50,000                        |
| Halvefinalisten         | (2)                     | £25,000                        |
| Kwartfinalisten         | (4)                     | £15,000                        |
| Laatste 16              | (8)                     | £7,500                         |
| Groepswinnaar bonus     | (8)                     | £2,500                         |
| Derde in groep          | (8)                     | £5,000                         |
| Vierde in groep         | (8)                     | £2,500                         |

## Kwalificatie

### Kwalificatie toernooien
Opmerking: Schuingedrukte spelers waren al gekwalificeerd 

### PDC hoofdtoernooien
Maximaal 16 spelers konden zich via deze toernooien plaatsen, waarbij de positie in de lijst de waarde van de kwalificatie aangeeft.
| Toernooi                     | Jaar | Positie                | Speler                     |
| ---------------------------- | ---- | ---------------------- | -------------------------- |
| PDC World Darts Championship | 2015 | Winnaar                | Gary Anderson              |
| Grand Slam of Darts          | 2014 | Winnaar                | Phil Taylor                |
| Premier League Darts         | 2015 | Winnaar                | Gary Anderson              |
| World Matchplay              | 2015 | Winnaar                | Michael van Gerwen         |
| World Grand Prix             | 2015 | Winnaar                | Robert Thornton            |
| Players Championship Finals  | 2014 | Winnaar                | Gary Anderson              |
| UK Open                      | 2015 | Winnaar                | Michael van Gerwen         |
| European Darts Championship  | 2015 | Winnaar                | Michael van Gerwen         |
| The Masters                  | 2015 | Winnaar                | Michael van Gerwen         |
| PDC World Youth Championship | 2014 | Winnaar                | Keegan Brown               |
| World Series of Darts        | 2015 | Ranglijst leider       | Phil Taylor                |
| World Cup of Darts           | 2015 | Winnaars               | Phil Taylor Adrian Lewis   |
| PDC World Darts Championship | 2015 | Runner-up              | Phil Taylor                |
| Grand Slam of Darts          | 2014 | Runner-up              | Dave Chisnall              |
| Premier League Darts         | 2015 | Runner-up              | Michael van Gerwen         |
| World Matchplay              | 2015 | Runner-up              | James Wade                 |
| World Grand Prix             | 2015 | Runner-up              | Michael van Gerwen         |
| Players Championship Finals  | 2014 | Runner-up              | Adrian Lewis               |
| UK Open                      | 2015 | Runner-up              | Peter Wright               |
| European Darts Championship  | 2015 | Runner-up              | Gary Anderson              |
| The Masters                  | 2015 | Runner-up              | Raymond van Barneveld      |
| PDC World Youth Championship | 2014 | Runner-up              | Rowby-John Rodriguez       |
| World Series of Darts        | 2015 | Rankinglijst runner-up | Adrian Lewis               |
| World Cup of Darts           | 2015 | Runners-up             | Gary Anderson Peter Wright |

#### PDC European Tour
Als er zich via de PDC hoofdtoernooien minder dan 16 spelers kwalificeerden zouden de resterende plaatsen aangevuld worden met reserve toernooien. De eerste reeks toernooien waar kwalificatie afgedwongen kon worden waren de European Tour toernooien van de PDC Pro Tour 2015.
| Toernooi           | #                              | Positie | Speler             |
| ------------------ | ------------------------------ | ------- | ------------------ |
| European Tour 2015 | German Darts Championship 2015 | Winnaar | Michael van Gerwen |
| European Tour 2015 | Gibraltar Darts Trophy 2015    | Winnaar | Michael van Gerwen |
| European Tour 2015 | German Darts Masters 2015      | Winnaar | Michael van Gerwen |
| European Tour 2015 | Dutch Darts Masters 2015       | Winnaar | Michael van Gerwen |
| European Tour 2015 | International Darts Open 2015  | Winnaar | Michael Smith      |
| European Tour 2015 | European Darts Open 2015       | Winnaar | Robert Thornton    |
| European Tour 2015 | European Darts Trophy 2015     | Winnaar | Michael Smith      |
| European Tour 2015 | European Darts Matchplay 2015  | Winnaar | Michael van Gerwen |
| European Tour 2015 | European Darts Grand Prix 2015 | Winnaar | Kim Huybrechts     |

#### Players Championships
Als er zich via de PDC hoofdtoernooien en de European Tour minder dan 16 spelers kwalificeerden zouden de resterende plaatsen aangevuld worden met reserve toernooien. De tweede reeks toernooien waarmee de kwalificatie afgedwongen kon worden waren de Players Championships toernooien van de PDC Pro Tour 2015.
| Toernooi                   | #                       | Positie | Speler             |
| -------------------------- | ----------------------- | ------- | ------------------ |
| Players Championships 2015 | Players Championship 1  | Winnaar | Gary Anderson      |
| Players Championships 2015 | Players Championship 2  | Winnaar | James Wade         |
| Players Championships 2015 | Players Championship 3  | Winnaar | Adrian Lewis       |
| Players Championships 2015 | Players Championship 4  | Winnaar | Michael van Gerwen |
| Players Championships 2015 | Players Championship 5  | Winnaar | Adrian Lewis       |
| Players Championships 2015 | Players Championship 6  | Winnaar | Michael van Gerwen |
| Players Championships 2015 | Players Championship 7  | Winnaar | Peter Wright       |
| Players Championships 2015 | Players Championship 8  | Winnaar | Keegan Brown       |
| Players Championships 2015 | Players Championship 9  | Winnaar | Phil Taylor        |
| Players Championships 2015 | Players Championship 10 | Winnaar | Joe Murnan         |
| Players Championships 2015 | Players Championship 11 | Winnaar | Dave Chisnall      |
| Players Championships 2015 | Players Championship 12 | Winnaar | Peter Wright       |
| Players Championships 2015 | Players Championship 13 | Winnaar | James Wade         |
| Players Championships 2015 | Players Championship 14 | Winnaar | Jelle Klaasen      |
| Players Championships 2015 | Players Championship 15 | Winnaar | Terry Jenkins      |
| Players Championships 2015 | Players Championship 16 | Winnaar | Jelle Klaasen      |
| Players Championships 2015 | Players Championship 17 | Winnaar | Ian White          |
| Players Championships 2015 | Players Championship 18 | Winnaar | Alan Norris        |
| Players Championships 2015 | Players Championship 19 | Winnaar | Peter Wright       |
| Players Championships 2015 | Players Championship 20 | Winnaar | Gary Anderson      |

Opmerking: Alan Norris en Joe Murnan zijn niet gekwalificeerd omdat met Ian White, Jelle Klaasen en Terry Jenkins het spelersveld van 32 vol is.

#### PDC Qualifier
Nog 8 andere plaatsen voor de Grand Slam of Darts werden vergeven tijdens een PDC Qualifier op 23 oktober 2015 in Coventry. De volgende 8 spelers hebben zich via deze qualifier gekwalificeerd.
- Mark Webster
- Johnny Clayton
- Mervyn King
- Steve West

- Wayne Jones
- Andy Boulton
- Robbie Green
- Steve Beaton

#### BDO hoofdtoernooien
| Toernooi                     | Jaar | Positie   | Speler          |
| ---------------------------- | ---- | --------- | --------------- |
| BDO World Darts Championship | 2015 | Winnaar   | Scott Mitchell  |
| BDO World Darts Championship | 2015 | Runner-up | Martin Adams    |
| World Masters                | 2014 | Winnaar   | Martin Phillips |
| BDO World Trophy             | 2015 | Winnaar   | Geert De Vos    |

### BDO Qualifiers
Er werden vier plaatsen vergeven tijdens twee BDO Qualifiers. De eerste werd gehouden op 6 oktober 2015 in Hull en de tweede wordt gehouden op 18 oktober 2015.

#### UK Qualifiers
- Larry Butler
- Andy Fordham

#### European Qualifiers
- Mark Oosterhuis
- Michel van der Horst

## Gekwalificeerde spelers
De volgende 32 spelers hebben zich gekwalificeerd voor de Grand Slam of Darts 2015:
PDC
- Gary Anderson
- Phil Taylor
- Michael van Gerwen
- Robert Thornton
- Keegan Brown
- Adrian Lewis
- Dave Chisnall
- James Wade

PDC
- Peter Wright
- Raymond van Barneveld
- Rowby-John Rodriguez
- Michael Smith
- Kim Huybrechts
- Ian White
- Jelle Klaasen
- Terry Jenkins

PDC
- Mark Webster
- Jonny Clayton
- Mervyn King
- Steve West
- Wayne Jones
- Andy Boulton
- Robbie Green
- Steve Beaton

BDO
- Scott Mitchell
- Martin Adams
- Martin Phillips
- Geert De Vos
- Larry Butler
- Andy Fordham
- Mark Oosterhuis
- Michel van der Horst

## Groepsfase

### Potindeling
In Pot A komt de top 8 van de Order of Merit. Deze spelers zijn geplaatst. In Pot B komen de 8 overige spelers die zich geplaatst hebben via de hoofdtoernooien. In Pot C komen de 8 spelers die zich geplaatst hebben via de PDC Qualifier. In Pot D komen de 8 BDO-spelers. De trekking is op 2 november 2015.
| Pot A                  | Pot A |
| ---------------------- | ----- |
| (1) Michael van Gerwen |       |
| (2) Gary Anderson      |       |
| (3) Phil Taylor        |       |
| (4) Peter Wright       |       |
| (5) Adrian Lewis       |       |
| (6) Robert Thornton    |       |
| (7) James Wade         |       |
| (8) Ian White          |       |

| Pot B                 | Pot B |
| --------------------- | ----- |
| Keegan Brown          |       |
| Dave Chisnall         |       |
| Raymond van Barneveld |       |
| Rowby-John Rodriguez  |       |
| Kim Huybrechts        |       |
| Michael Smith         |       |
| Jelle Klaasen         |       |
| Terry Jenkins         |       |

| Pot C         | Pot C |
| ------------- | ----- |
| Mark Webster  |       |
| Jonny Clayton |       |
| Mervyn King   |       |
| Steve West    |       |
| Wayne Jones   |       |
| Andy Boulton  |       |
| Robbie Green  |       |
| Steve Beaton  |       |

| Pot D                | Pot D |
| -------------------- | ----- |
| Scott Mitchell       |       |
| Martin Adams         |       |
| Martin Phillips      |       |
| Geert De Vos         |       |
| Larry Butler         |       |
| Andy Fordham         |       |
| Mark Oosterhuis      |       |
| Michel van der Horst |       |

| Legenda kleuren in de tabellen                                 |
| -------------------------------------------------------------- |
| Groepswinnaars en nummers twee gaan door naar de tweede ronde. |
| Uitgeschakeld                                                  |

#### Groep A
| Datum   | Speler             | Gemiddelde | Score | Gemiddelde | Speler          |
| ------- | ------------------ | ---------- | ----- | ---------- | --------------- |
| 7 nov.  | Michael van Gerwen | (102,95)   | 5 – 0 | (67,63)    | Mark Oosterhuis |
| 7 nov.  | Kim Huybrechts     | (105,92)   | 5 – 2 | (94,88)    | Steve West      |
| 8 nov.  | Michael van Gerwen | (106,23)   | 5 – 1 | (106,50)   | Kim Huybrechts  |
| 8 nov.  | Steve West         | (93,94)    | 5 – 0 | (74,54)    | Mark Oosterhuis |
| 10 nov. | Michael van Gerwen | (105,38)   | 5 – 3 | (92,31)    | Steve West      |
| 10 nov. | Kim Huybrechts     | (96,20)    | 5 – 2 | (86,38)    | Mark Oosterhuis |

| Pos. | Speler                 | Wedstrijden | Wedstrijden | Wedstrijden | Legs | Legs | Legs  | Punten |
| ---- | ---------------------- | ----------- | ----------- | ----------- | ---- | ---- | ----- | ------ |
| Pos. | Speler                 | G           | W           | V           | LV   | LT   | Saldo | Punten |
| 1    | (1) Michael van Gerwen | 3           | 3           | 0           | 15   | 4    | +11   | 6      |
| 2    | Kim Huybrechts         | 3           | 2           | 1           | 11   | 9    | +2    | 4      |
| 3    | Steve West             | 3           | 1           | 2           | 10   | 10   | +0    | 2      |
| 4    | Mark Oosterhuis        | 3           | 0           | 3           | 2    | 15   | −13   | 0      |

#### Groep B
| Datum   | Speler        | Gemiddelde | Score | Gemiddelde | Speler        |
| ------- | ------------- | ---------- | ----- | ---------- | ------------- |
| 7 nov.  | Ian White     | (99,67)    | 2 – 5 | (104,82)   | Martin Adams  |
| 7 nov.  | Jelle Klaasen | (92,62)    | 5 – 4 | (96,52)    | Steve Beaton  |
| 8 nov.  | Ian White     | (91,07)    | 2 – 5 | (90,68)    | Steve Beaton  |
| 8 nov.  | Jelle Klaasen | (104,69)   | 4 – 5 | (93,47)    | Martin Adams  |
| 10 nov. | Ian White     | (97,96)    | 5 – 1 | (86,56)    | Jelle Klaasen |
| 10 nov. | Steve Beaton  | (96,78)    | 4 – 5 | (95,63)    | Martin Adams  |

| Pos. | Speler        | Wedstrijden | Wedstrijden | Wedstrijden | Legs | Legs | Legs  | Punten |
| ---- | ------------- | ----------- | ----------- | ----------- | ---- | ---- | ----- | ------ |
| Pos. | Speler        | G           | W           | V           | LV   | LT   | Saldo | Punten |
| 1    | Martin Adams  | 3           | 3           | 0           | 15   | 10   | +5    | 6      |
| 2    | Steve Beaton  | 3           | 1           | 2           | 13   | 12   | +1    | 2      |
| 3    | (8) Ian White | 3           | 1           | 2           | 9    | 11   | −2    | 2      |
| 4    | Jelle Klaasen | 3           | 1           | 2           | 10   | 14   | −4    | 2      |

#### Groep C
| Datum   | Speler        | Gemiddelde | Score | Gemiddelde | Speler        |
| ------- | ------------- | ---------- | ----- | ---------- | ------------- |
| 7 nov.  | Adrian Lewis  | (103,34)   | 5 – 2 | (99,26)    | Andy Fordham  |
| 7 nov.  | Michael Smith | (94,77)    | 5 – 3 | (88,17)    | Wayne Jones   |
| 8 nov.  | Adrian Lewis  | (94,90)    | 3 – 5 | (95,88)    | Michael Smith |
| 8 nov.  | Wayne Jones   | (82,95)    | 3 – 5 | (79,44)    | Andy Fordham  |
| 10 nov. | Adrian Lewis  | (96,30)    | 5 – 3 | (93,77)    | Wayne Jones   |
| 10 nov. | Michael Smith | (92,36)    | 5 – 2 | (84,11)    | Andy Fordham  |

| Pos. | Speler           | Wedstrijden | Wedstrijden | Wedstrijden | Legs | Legs | Legs  | Punten |
| ---- | ---------------- | ----------- | ----------- | ----------- | ---- | ---- | ----- | ------ |
| Pos. | Speler           | G           | W           | V           | LV   | LT   | Saldo | Punten |
| 1    | Michael Smith    | 3           | 3           | 0           | 15   | 8    | +7    | 6      |
| 2    | (5) Adrian Lewis | 3           | 2           | 1           | 13   | 10   | +3    | 4      |
| 3    | Andy Fordham     | 3           | 1           | 2           | 9    | 13   | −4    | 2      |
| 4    | Wayne Jones      | 3           | 0           | 3           | 9    | 15   | −6    | 0      |

#### Groep D
| Datum   | Speler        | Gemiddelde | Score | Gemiddelde | Speler         |
| ------- | ------------- | ---------- | ----- | ---------- | -------------- |
| 7 nov.  | Peter Wright  | (96,85)    | 5 – 2 | (104,49)   | Scott Mitchell |
| 7 nov.  | Dave Chisnall | (96,52)    | 5 – 3 | (88,13)    | Mervyn King    |
| 8 nov.  | Peter Wright  | (98,62)    | 2 – 5 | (109,84)   | Dave Chisnall  |
| 8 nov.  | Mervyn King   | (104,31)   | 5 – 2 | (93,18)    | Scott Mitchell |
| 10 nov. | Peter Wright  | (94,02)    | 5 – 3 | (81,50)    | Mervyn King    |
| 10 nov. | Dave Chisnall | (98,41)    | 1 – 5 | (93,60)    | Scott Mitchell |

| Pos. | Speler           | Wedstrijden | Wedstrijden | Wedstrijden | Legs | Legs | Legs  | Punten |
| ---- | ---------------- | ----------- | ----------- | ----------- | ---- | ---- | ----- | ------ |
| Pos. | Speler           | G           | W           | V           | LV   | LT   | Saldo | Punten |
| 1    | (4) Peter Wright | 3           | 2           | 1           | 12   | 10   | +2    | 4      |
| 2    | Dave Chisnall    | 3           | 2           | 1           | 11   | 10   | +1    | 4      |
| 3    | Mervyn King      | 3           | 2           | 1           | 11   | 12   | −1    | 2      |
| 4    | Scott Mitchell   | 3           | 1           | 2           | 9    | 11   | −2    | 2      |

#### Groep E
| Datum  | Speler                | Gemiddelde | Score | Gemiddelde | Speler                |
| ------ | --------------------- | ---------- | ----- | ---------- | --------------------- |
| 7 nov. | Gary Anderson         | (101,55)   | 5 – 0 | (83,00)    | Larry Butler          |
| 7 nov. | Raymond van Barneveld | (98,88)    | 5 – 0 | (87,42)    | Andy Boulton          |
| 8 nov. | Gary Anderson         | (103,36)   | 5 – 3 | (105,93)   | Raymond van Barneveld |
| 8 nov. | Andy Boulton          | (90,37)    | 4 – 5 | (88,31)    | Larry Butler          |
| 9 nov. | Gary Anderson         | (102,79)   | 5 – 1 | (89,46)    | Andy Boulton          |
| 9 nov. | Raymond van Barneveld | (95,26)    | 5 – 3 | (97,32)    | Larry Butler          |

| Pos. | Speler                | Wedstrijden | Wedstrijden | Wedstrijden | Legs | Legs | Legs  | Punten |
| ---- | --------------------- | ----------- | ----------- | ----------- | ---- | ---- | ----- | ------ |
| Pos. | Speler                | G           | W           | V           | LV   | LT   | Saldo | Punten |
| 1    | (2) Gary Anderson     | 3           | 3           | 0           | 15   | 4    | +11   | 6      |
| 2    | Raymond van Barneveld | 3           | 2           | 1           | 13   | 8    | +5    | 4      |
| 3    | Larry Butler          | 3           | 1           | 2           | 8    | 14   | −6    | 2      |
| 4    | Andy Boulton          | 3           | 0           | 3           | 5    | 15   | −10   | 0      |

#### Groep F
| Datum  | Speler       | Gemiddelde | Score | Gemiddelde | Speler               |
| ------ | ------------ | ---------- | ----- | ---------- | -------------------- |
| 7 nov. | James Wade   | (94,72)    | 5 – 2 | (87,73)    | Michel van der Horst |
| 7 nov. | Keegan Brown | (81,68)    | 3 – 5 | (93,90)    | Mark Webster         |
| 8 nov. | James Wade   | (105,83)   | 5 – 1 | (96,11)    | Mark Webster         |
| 8 nov. | Keegan Brown | (85,25)    | 5 – 4 | (81,59)    | Michel van der Horst |
| 9 nov. | James Wade   | (103,68)   | 5 – 2 | (94,47)    | Keegan Brown         |
| 9 nov. | Mark Webster | (92,67)    | 5 – 3 | (89,69)    | Michel van der Horst |

| Pos. | Speler               | Wedstrijden | Wedstrijden | Wedstrijden | Legs | Legs | Legs  | Punten |
| ---- | -------------------- | ----------- | ----------- | ----------- | ---- | ---- | ----- | ------ |
| Pos. | Speler               | G           | W           | V           | LV   | LT   | Saldo | Punten |
| 1    | (7) James Wade       | 3           | 3           | 0           | 15   | 5    | +10   | 6      |
| 2    | Mark Webster         | 3           | 2           | 1           | 11   | 11   | 0     | 4      |
| 3    | Keegan Brown         | 3           | 1           | 2           | 10   | 14   | −4    | 2      |
| 4    | Michel van der Horst | 3           | 0           | 3           | 9    | 15   | −6    | 0      |

#### Groep G
| Datum  | Speler          | Gemiddelde | Score | Gemiddelde | Speler        |
| ------ | --------------- | ---------- | ----- | ---------- | ------------- |
| 7 nov. | Robert Thornton | (93,71)    | 5 – 4 | (91,85)    | Geert De Vos  |
| 7 nov. | Terry Jenkins   | (89,66)    | 3 – 5 | (93,18)    | Jonny Clayton |
| 8 nov. | Robert Thornton | (96,08)    | 5 – 2 | (88,49)    | Jonny Clayton |
| 8 nov. | Terry Jenkins   | (89,46)    | 5 – 0 | (87,15)    | Geert De Vos  |
| 9 nov. | Robert Thornton | (100,05)   | 5 – 4 | (99,87)    | Terry Jenkins |
| 9 nov. | Jonny Clayton   | (98,15)    | 0 – 5 | (113,86)   | Geert De Vos  |

| Pos. | Speler              | Wedstrijden | Wedstrijden | Wedstrijden | Legs | Legs | Legs  | Punten |
| ---- | ------------------- | ----------- | ----------- | ----------- | ---- | ---- | ----- | ------ |
| Pos. | Speler              | G           | W           | V           | LV   | LT   | Saldo | Punten |
| 1    | (6) Robert Thornton | 3           | 3           | 0           | 15   | 10   | +5    | 6      |
| 2    | Terry Jenkins       | 3           | 1           | 2           | 12   | 10   | +2    | 2      |
| 3    | Geert De Vos        | 3           | 1           | 2           | 9    | 10   | −1    | 2      |
| 4    | Jonny Clayton       | 3           | 1           | 2           | 7    | 13   | −6    | 2      |

#### Groep H
| Datum  | Speler               | Gemiddelde | Score | Gemiddelde | Speler               |
| ------ | -------------------- | ---------- | ----- | ---------- | -------------------- |
| 7 nov. | Phil Taylor          | (102,95)   | 5 – 0 | (97,04)    | Martin Phillips      |
| 7 nov. | Rowby-John Rodriguez | (94,60)    | 3 – 5 | (95,00)    | Robbie Green         |
| 8 nov. | Phil Taylor          | (108,42)   | 5 – 2 | (88,67)    | Robbie Green         |
| 8 nov. | Rowby-John Rodriguez | (94,06)    | 5 – 2 | (87,43)    | Martin Phillips      |
| 9 nov. | Phil Taylor          | (94,19)    | 5 – 2 | (96,06)    | Rowby-John Rodriguez |
| 9 nov. | Robbie Green         | (94,57)    | 5 – 1 | (81,00)    | Martin Phillips      |

| Pos. | Speler               | Wedstrijden | Wedstrijden | Wedstrijden | Legs | Legs | Legs  | Punten |
| ---- | -------------------- | ----------- | ----------- | ----------- | ---- | ---- | ----- | ------ |
| Pos. | Speler               | G           | W           | V           | LV   | LT   | Saldo | Punten |
| 1    | (3) Phil Taylor      | 3           | 3           | 0           | 15   | 4    | +11   | 6      |
| 2    | Robbie Green         | 3           | 3           | 1           | 12   | 9    | +3    | 4      |
| 3    | Rowby-John Rodriguez | 3           | 1           | 2           | 10   | 12   | −2    | 2      |
| 4    | Martin Phillips      | 3           | 0           | 3           | 3    | 15   | −12   | 0      |

## Knock-outfase
|  | Tweede ronde (best of 19 legs) 11–12 november | Tweede ronde (best of 19 legs) 11–12 november | Tweede ronde (best of 19 legs) 11–12 november |    |                             | Kwartfinale (best of 31 legs) 13–14 november | Kwartfinale (best of 31 legs) 13–14 november | Kwartfinale (best of 31 legs) 13–14 november |    |  | Halve finale (best of 31 legs) 15 november | Halve finale (best of 31 legs) 15 november | Halve finale (best of 31 legs) 15 november |  |   | Finale (best of 31 legs) 15 november | Finale (best of 31 legs) 15 november | Finale (best of 31 legs) 15 november |
|  |                                               |                                               |                                               |    |                             |                                              |                                              |                                              |    |  |                                            |                                            |                                            |  |   |                                      |                                      |                                      |
|  | 1                                             | Michael van Gerwen (109.18)                   | 10                                            |    |                             |                                              |                                              |                                              |    |  |                                            |                                            |                                            |  |   |                                      |                                      |                                      |
|  |                                               | Steve Beaton (99.56)                          | 2                                             |    |                             |                                              |                                              |                                              |    |  |                                            |                                            |                                            |  |   |                                      |                                      |                                      |
|  |                                               | Steve Beaton (99.56)                          | 2                                             | 1  | Michael van Gerwen (111.05) | 16                                           |                                              |                                              |    |  |                                            |                                            |                                            |  |   |                                      |                                      |                                      |
|  |                                               |                                               |                                               | 1  | Michael van Gerwen (111.05) | 16                                           |                                              |                                              |    |  |                                            |                                            |                                            |  |   |                                      |                                      |                                      |
|  |                                               |                                               | Kim Huybrechts (93.99)                        | 4  |                             |                                              |                                              |                                              |    |  |                                            |                                            |                                            |  |   |                                      |                                      |                                      |
|  |                                               | Martin Adams (98.47)                          | Kim Huybrechts (93.99)                        | 4  | 9                           |                                              |                                              |                                              |    |  |                                            |                                            |                                            |  |   |                                      |                                      |                                      |
|  |                                               | Martin Adams (98.47)                          |                                               |    | 9                           |                                              |                                              |                                              |    |  |                                            |                                            |                                            |  |   |                                      |                                      |                                      |
|  |                                               | Kim Huybrechts (100.87)                       | 10                                            |    |                             |                                              |                                              |                                              |    |  |                                            |                                            |                                            |  |   |                                      |                                      |                                      |
|  |                                               |                                               |                                               |    |                             |                                              | 1                                            | Michael van Gerwen (102,19)                  | 16 |  |                                            |                                            |                                            |  |   |                                      |                                      |                                      |
|  |                                               |                                               |                                               |    |                             |                                              |                                              |                                              | 16 |  |                                            |                                            |                                            |  |   |                                      |                                      |                                      |
|  |                                               |                                               | Michael Smith (93,08)                         | 6  |                             |                                              |                                              |                                              |    |  |                                            |                                            |                                            |  |   |                                      |                                      |                                      |
|  |                                               | Michael Smith (104,59)                        | Michael Smith (93,08)                         | 6  | 10                          |                                              |                                              |                                              |    |  |                                            |                                            |                                            |  |   |                                      |                                      |                                      |
|  |                                               | Michael Smith (104,59)                        |                                               |    | 10                          |                                              |                                              |                                              |    |  |                                            |                                            |                                            |  |   |                                      |                                      |                                      |
|  |                                               | Dave Chisnall (99.82)                         | 7                                             |    |                             |                                              |                                              |                                              |    |  |                                            |                                            |                                            |  |   |                                      |                                      |                                      |
|  |                                               | Dave Chisnall (99.82)                         | 7                                             |    | Michael Smith (98.03)       | 16                                           |                                              |                                              |    |  |                                            |                                            |                                            |  |   |                                      |                                      |                                      |
|  |                                               |                                               |                                               |    | Michael Smith (98.03)       | 16                                           |                                              |                                              |    |  |                                            |                                            |                                            |  |   |                                      |                                      |                                      |
|  |                                               | 5                                             | Adrian Lewis (98.63)                          | 11 |                             |                                              |                                              |                                              |    |  |                                            |                                            |                                            |  |   |                                      |                                      |                                      |
|  | 4                                             | 5                                             | Adrian Lewis (98.63)                          | 11 | Peter Wright (101.36)       | 7                                            |                                              |                                              |    |  |                                            |                                            |                                            |  |   |                                      |                                      |                                      |
|  | 4                                             |                                               |                                               |    | Peter Wright (101.36)       | 7                                            |                                              |                                              |    |  |                                            |                                            |                                            |  |   |                                      |                                      |                                      |
|  | 5                                             | Adrian Lewis (104.71)                         | 10                                            |    |                             |                                              |                                              |                                              |    |  |                                            |                                            |                                            |  |   |                                      |                                      |                                      |
|  | 5                                             | Adrian Lewis (104.71)                         | 10                                            |    |                             |                                              |                                              |                                              |    |  |                                            |                                            |                                            |  | 1 | Michael van Gerwen (100.94)          | 16                                   |                                      |
|  |                                               |                                               |                                               |    |                             |                                              |                                              |                                              |    |  |                                            |                                            |                                            |  | 1 | Michael van Gerwen (100.94)          | 16                                   |                                      |
|  |                                               | 3                                             | Phil Taylor (102.53)                          | 13 |                             |                                              |                                              |                                              |    |  |                                            |                                            |                                            |  |   |                                      |                                      |                                      |
|  | 2                                             | 3                                             | Phil Taylor (102.53)                          | 13 | Gary Anderson (104,22)      | 6                                            |                                              |                                              |    |  |                                            |                                            |                                            |  |   |                                      |                                      |                                      |
|  | 2                                             |                                               |                                               |    | Gary Anderson (104,22)      | 6                                            |                                              |                                              |    |  |                                            |                                            |                                            |  |   |                                      |                                      |                                      |
|  |                                               | Mark Webster (94,89)                          | 10                                            |    |                             |                                              |                                              |                                              |    |  |                                            |                                            |                                            |  |   |                                      |                                      |                                      |
|  |                                               | Mark Webster (94,89)                          | 10                                            |    | Mark Webster (96,86)        | 12                                           |                                              |                                              |    |  |                                            |                                            |                                            |  |   |                                      |                                      |                                      |
|  |                                               |                                               |                                               |    | Mark Webster (96,86)        | 12                                           |                                              |                                              |    |  |                                            |                                            |                                            |  |   |                                      |                                      |                                      |
|  |                                               |                                               | Raymond van Barneveld (95,37)                 | 16 |                             |                                              |                                              |                                              |    |  |                                            |                                            |                                            |  |   |                                      |                                      |                                      |
|  | 7                                             | James Wade (100,05)                           | Raymond van Barneveld (95,37)                 | 16 | 7                           |                                              |                                              |                                              |    |  |                                            |                                            |                                            |  |   |                                      |                                      |                                      |
|  | 7                                             | James Wade (100,05)                           |                                               |    | 7                           |                                              |                                              |                                              |    |  |                                            |                                            |                                            |  |   |                                      |                                      |                                      |
|  |                                               | Raymond van Barneveld (96,96)                 | 10                                            |    |                             |                                              |                                              |                                              |    |  |                                            |                                            |                                            |  |   |                                      |                                      |                                      |
|  |                                               |                                               |                                               |    |                             |                                              |                                              | Raymond van Barneveld (97.07)                | 12 |  |                                            |                                            |                                            |  |   |                                      |                                      |                                      |
|  |                                               |                                               |                                               |    |                             |                                              |                                              |                                              | 12 |  |                                            |                                            |                                            |  |   |                                      |                                      |                                      |
|  |                                               | 3                                             | Phil Taylor (100.84)                          | 16 |                             |                                              |                                              |                                              |    |  |                                            |                                            |                                            |  |   |                                      |                                      |                                      |
|  | 6                                             | 3                                             | Phil Taylor (100.84)                          | 16 | Robert Thornton (93,09)     | 10                                           |                                              |                                              |    |  |                                            |                                            |                                            |  |   |                                      |                                      |                                      |
|  | 6                                             |                                               |                                               |    | Robert Thornton (93,09)     | 10                                           |                                              |                                              |    |  |                                            |                                            |                                            |  |   |                                      |                                      |                                      |
|  |                                               | Robbie Green (96,61)                          | 8                                             |    |                             |                                              |                                              |                                              |    |  |                                            |                                            |                                            |  |   |                                      |                                      |                                      |
|  |                                               | Robbie Green (96,61)                          | 8                                             | 6  | Robert Thornton (93,48)     | 7                                            |                                              |                                              |    |  |                                            |                                            |                                            |  |   |                                      |                                      |                                      |
|  |                                               |                                               |                                               | 6  | Robert Thornton (93,48)     | 7                                            |                                              |                                              |    |  |                                            |                                            |                                            |  |   |                                      |                                      |                                      |
|  |                                               | 3                                             | Phil Taylor (104,18)                          | 16 |                             |                                              |                                              |                                              |    |  |                                            |                                            |                                            |  |   |                                      |                                      |                                      |
|  | 3                                             | 3                                             | Phil Taylor (104,18)                          | 16 | Phil Taylor (91,67)         | 10                                           |                                              |                                              |    |  |                                            |                                            |                                            |  |   |                                      |                                      |                                      |
|  | 3                                             |                                               |                                               |    | Phil Taylor (91,67)         | 10                                           |                                              |                                              |    |  |                                            |                                            |                                            |  |   |                                      |                                      |                                      |
|  |                                               | Terry Jenkins (95,16)                         | 6                                             |    |                             |                                              |                                              |                                              |    |  |                                            |                                            |                                            |  |   |                                      |                                      |                                      |

2007 · 2008 · 2009 · 2010 · 2011 · 2012 · 2013 · 2014 · 2015 · 2016 · 2017 · 2018 · 2019 · 2020 · 2021 · 2022 · 2023 · 2024 · 2025